# Stemma di Guernsey
Lo stemma di Guernsey è lo stemma ufficiale dell'isola di Guernsey.
È costituito da uno stemma costituito da un campo rosso nel quale sono raffigurati 3 leopardi d'oro. Molto simile agli stemmi di Normandia, Jersey e Inghilterra. Al contrario di questi ultimi, lo stemma di Guernsey è sormontato da un piccolo ramo dorato.